# Saison 24 de New York, police judiciaire
Chronologie
Saison 23
Cet article présente la vingt-quatrième saison de New York, police judiciaire, série télévisée américaine diffusée sur NBC.

## Distribution

### Acteurs principaux
- Reid Scott : Détective Vincent Riley
- Mehcad Brooks : Détective Jalen Shaw
- Maura Tierney : Lieutenant Jessica Brady[1]
- Hugh Dancy : Procureur adjoint Nolan Price
- Odelya Halevi : Substitut du procureur Samantha Maroun
- Tony Goldwyn : Procureur du district Nicholas Baxter

### Acteurs récurrents
- Connie Shi : Détective Violet Yee

### Invités
- Ryan Eggold : Matt Riley (épisode 3)
- Justine Colan : Bridget Riley (épisode 17)

### Invités deNew York, unité spéciale
- Mariska Hargitay (VF : Dominique Dumont) : Capitaine Olivia Benson (épisodes 2 et 19)
- Elizabeth Marvel (VF : Ariane Deviègue) : Rita Calhoun, avocate de la défense (épisode 2)
- Peter Scanavino (VF : Jérôme Pauwels) : Substitut du procureur Dominick « Sonny » Carisi Jr. (épisode 19)
- Kevin Kane : Détective Terry Bruno (épisode 19)
- Juliana Aidén Martinez : Détective Kate Silva (épisode 19)

## Liste des épisodes

### Épisode 1:Catch and Kill
- États-Unis : 3 octobre 2024 sur NBC

- États-Unis : 3.64 millions de téléspectateurs[2]

- Michael Esper : Kenneth Lane
- Kevyn Morrow : Juge Marty Chen
- Bill Barrett : Dylan Phipps
- Jasmin Walker : Amanda Shea
- Ari Blinder : Jeff Sanders
- Allison Walter : Sarah Harper
- Charles Gray : Jimmy Boyd
- Sean Michael Gloria : Javier Diaz
- Jessica Minhas : Chandra Virani
- Drew Moore : Procureur de Brooklyn Brian White
- Katharine McLeod : Stella Myers
- Adam Thompson : Avocat Frank Cooney
- Red Concepcion : Commis de Bodega
- Diana Lovell : Gérant de l'hôtel
- Meredith Handerhan : Juge Emily Hicks
- Jamar CE Jones : Policier #1
- Antonia Timbol : Macy Harper

### Épisode 2:The Perfect Man
- États-Unis : 10 octobre 2024 sur NBC

- États-Unis : 3.45 millions de téléspectateurs[3]

- Emily Meade : Laura Kingsbury
- Angel Desai : Juge Roberta Hines
- Clint James : Eddie West
- Chase Markoff : Scratch
- Jimmy Kieffer : Randall Doering
- Jonalyn Saxer : Charlotte Barrington
- Shawn Jain : Ethan Saradino
- Cristina Obando Sanchez : Manager du Café
- Jacob Heimer : Tyler Miller
- Austin Valli : E.L.I.
- Nicholas Robert Ortiz : Policier #1
- Kevin Kolack : Éboueur #1
- Tabitha Petrini : Drogué #1
- Jamie Ewing : Président du jury

### Épisode 3:Big Brother
- États-Unis : 17 octobre 2024 sur NBC

- États-Unis : 3.09 millions de téléspectateurs[4]

- Houston Rhines : Nick Walsh
- Alana O'Brien : Allison Walsh
- Yaegel T. Welch : Détective Ray Wallace
- Christian Vaughn : Jordan Crawford
- Valence Thomas : Jayson Miller
- Jonas Dylan Allen : Malik Miller
- Nelson Avidon : Juge Marc Lewis
- Ryan McCarthy : Mark Spencer
- Ruben Ortiz : Agent du FBI Rixford
- Jackson Dorfmann : Andre
- Renea S. Brown : Enquêtrice médico-légale
- Shadia Fairuz : Présidente du jury

### Épisode 4:The Meaning of All Our Lies
- États-Unis : 24 octobre 2024 sur NBC

- États-Unis : 3.33 millions de téléspectateurs[5]

- Michael Gladis : Christopher Heartwood
- Raphael Sbarge : Brian Lee
- Juliette Jeffers : Cassandra Matthis
- Jennifer Fouché : Ellen Rafferty
- Carman Lacivita : Donald Travers
- Alicia Sable : Muriel Travers
- Danyal Budare : Ibrahim Sami
- Claro Austria : Dr. Matthew Calhoun
- Chase Ramsey : Patrick Wayne
- Camille Umoff : Andrea Marcus
- Erica Sweany : Sarah Heartwood
- Michael Bahsil-Cook : Jason Barnwell
- Danae Nason : Infirmière Marina Bezic
- Tia DeShazor : Policière
- Ameerah Briggs : Technicien de la brigade anti-bombes
- Cameron Lee Price : Agent de la brigade anti-bombes
- Aryn Bohannon : Amanda Miller
- Warren Bub : Superviseur
- Phil John : Employé de la banque alimentaire
- Tariq Triano : Aide-soignant
- Yemie Sonuga : Présidente du jury
- Barry Kolman : Le père de Price
- Nicholas Crocco : Mikey Travers
- Ken Holmes : Infirmier (non crédité)

### Épisode 5:Report Card
- États-Unis : 31 octobre 2024 sur NBC

- Mike Doyle : Terry Clausen
- Victoria Cartagena : Avocate Yolanda Matos
- Okieriete Onaodowan : Mike Keyz
- Sonnie Brown : Juge Patricia Lewis
- Colton Osorio : Anthony Turner
- Michael A. Friday : Luke Davis
- Chance K. Smith : Justin French
- KC Camren : Clayton Barber
- Mia Y. Anderson : Lynisha Austin
- Markuann Smith : Lawrence French
- Nakia Dillard : Nicholas Davis
- Matthew Goodrich : Marc Whitney
- Renee Ternier : Rhonda Barber
- Brian Simmons : Walter Rhodes
- Karron Graves : Diana Rogers
- Harrell Holmes : Officier Casey
- Jada Delgado : Femme du Uber
- Joe Pomarico : Ambulancier #1
- Nichia Morales : Passant

### Épisode 6:Time Will Tell
- États-Unis : 7 novembre 2024 sur NBC

- États-Unis : 3.49 millions de téléspectateurs[6]

- Cara Buono : Lisa Dumont
- Jeremy Shamos : Carlton Kelly
- Maureen Sebastian : Vanessa Keller
- Carmen Flood : Emily Dumont
- Steve M. Robertson : Ryan Brady
- Diane Ciesla : Juge Evelyn Boyd
- Adam Harrington : Henry West
- Lisa Howard : Meredith West
- Keithen Hergott : Glenn Donovan
- Lee Hubilla : Bronwyn Stover
- Bruce Davis : Juge Randall Conley
- Stephanie Cha : Stella
- Nora DeGreen : Harper
- Asha Etchison : Assistante
- Danielle Andre Hollenberg : Officier #1

### Épisode 7:Truth and Consequences
- États-Unis : 14 novembre 2024 sur NBC

- États-Unis : 3.35 millions de téléspectateurs[7]

- Bruce Altman : Maire Robert Payne
- Liam Aiken : Thomas Norton
- Stephen Kunken : Sam Bennett
- Michaela Watkins : Juge Madeline Bennett
- Marsha Stephanie Blake : Avocate Erica Knight
- Daryl Edwards : Juge Paul Gifford
- Maury Ginsberg : Avocat Scott Quinn
- Linedy Genao : Daniela Rojas
- Rebecca Hirota : Avocate Wendy Carris
- Brian Byrnes : Président Cameron Redd
- Egle Petraite : Daria Petrov
- Antonio Edwards Suarez : Juge Luis Hernandez
- Gray Thurstone : Asher Downey
- Timothy Hull : Professeur Charles Bennett
- Michael J. Patterson : Professeur Leonard Delano
- Jerome Harmann-Hardeman : Avocat Joseph Hart
- Alana Johnson : Officier Regina Hunter
- Aixa Mastrangelo : Greffier à la mise en accusation
- Brooks Hudgins : Manifestant #1
- Alanah Allen : Manifestant #2
- Alyssa Abraham : Journaliste #1
- Ben Berner : Journaliste #2
- Alexandra Fortin : Supporter #1
- Prosper Bellizia : Juré n°2 (non crédité)

### Épisode 8:Bad Apple
- États-Unis : 21 novembre 2024 sur NBC

- États-Unis : 3.76 millions de téléspectateurs[8]

- Mike Vogel : Détective Miles Brandt
- Fredric Lehne : Capitaine Greg Stockwell
- Amanda Warren : Camilla Paymor
- Jessica White : Hailey Vonn
- Juan Javier Cardenas : Détective Travis Melcher
- Bernard Gilbert : Eddie White
- Kelly Lester : Juge Katherine Miller
- Gachi Angeles : Maureen Herrera
- Neal Benari : Juge Fields
- Brandon Joel Rothstein : Tyler Harrison
- Chris Silcox : Jordan Harrison
- Ben Rosenbach : Avocat Craig Lander
- Thea Brooks : Enquêtrice médicao-légale
- Josué Charles : Policier #1
- Miguel A. Lopez : Policier #2
- Scott Fuss : Président du jury
- Stephen Burgi : Détective (non crédité)

### Épisode 9:Enemy of the State
- États-Unis : 16 janvier 2025 sur NBC

- États-Unis : 4.16 millions de téléspectateurs[9]

- Alimi Ballard : Ron Delahunt
- Haaz Sleiman : Joshua Haddad
- Brian Hutchison : Agent Sean Merrill
- Brian Yang : Sergent Freddy Chen
- Carlin James : Noah Turan
- Josh Hooks : Luke Bragg
- Philip Hoffman : Joel Trattner
- Charlotte Haynes Hazzard : Samantha Clark
- Jevon Donaldson : Raymond Clark
- Lydia Gaston : Rida Turan
- Rebecca L. Hargrove : Avocat Shelly Hakins
- Penny Bittone : Duke Archer
- Gabriella Enriquez : Assistant de Bragg
- Phil Ductan : Officier Ramos
- Lindsay Aster : Officier Hennigan
- Kemo Coleman : Détective Jalen Walton
- Bibb Bailey : la présidente du jury

### Épisode 10:Greater Good
- États-Unis : 23 janvier 2025 sur NBC

- États-Unis : 4.33 millions de téléspectateurs[10]

- Guiesseppe Jones : Wes Morgan
- Mekhi Phifer : Lyman Ross
- Michael Beach : Brian Harris
- Sherri Saum : Andrea Morgan
- Karen Obilom : Vanessa Washburn
- C. David Johnson : Juge Harold Leone
- Arica Himmel : Angela Ross
- Kevin Kevin : Kevin « Big K » Mays
- Mekhi Kimble : Ahmad Willis
- Onika McLean : Kendra Ross
- Christina Palacios : Juge Cassandra Gray
- Lauryn Ciardullo : Officier Brenda Fields
- Irma Cadiz : Huissier de justice #1
- Alexandra Castro : Huissier de justice #2

### Épisode 11:The Hardest Thing
- États-Unis : 30 janvier 2025 sur NBC

- États-Unis : 4.12 millions de téléspectateurs[11]

- Katie Lowes : Victoria Beyer
- Jack Cutmore-Scott : Sean Harper
- Justin Chatwin : Thomas Price
- Theodora Miranne : Clarissa Harper
- Joseph Kamal : Juge Wall
- Rena Maliszewski : Dr. Vanessa Lark
- Zeljko Ivanek : Charles Banks
- Ian Lyons : Dr. Paul Fenwick
- Fay Ann Lee : Delores Sung
- Michael Basile : Anthony Niducci
- Ashanti J'Aria : Manager de Bank Evelyn Kern
- Taylor Aronson : Taylor Faye
- Clay Boulware : Mark Beyer
- Michael Thatcher : Agent Finn Carson
- Kyrie Courter : Policier #1
- Skyler James Bailey : Policier #2
- Evari L. Pickett : l'enquêtrice médico-légale
- Christa Sousa : Détective #1
- Arya Kashyap : Technicien #1
- Rich Henkels : Charles Harper
- Barry Kolman : William Price

### Épisode 12:Duty to Protect
- États-Unis : 13 février 2025 sur NBC

- États-Unis : 4.19 millions de téléspectateurs[12]

- Abigail Spencer : Michelle Burns
- Eisa Davis : Virginia Hogan
- J. Anthony Crane : Ronald Lawson
- Laura Patinkin : Médecin légiste Alicia Stark
- Hannah Cabell : Renee Gittens
- Amina Robinson : Dr. Lisa Mankin
- Jason Coviello : Nick Paven
- Logan Souza : Joey Richards
- Leo V. Finnie III : Juge Philip Moss
- Michael Frederic : Avocat Gil Forrester
- Kelly Ashton Todd : Avocate Louisa Miller
- Siobhan McGroarty : Kaitlyn Lawson
- Cole Kelly : Dylan Sanders
- Claire Fossey : Sandra Messner
- Jose Ruiz-Gonzalez : John Martel
- Roxana Sanchez : Officier Ortiz
- Martin Joseph : le maquilleur
- Benjamin Mapp : le directeur
- Cameron Mysliwicz : l'homme
- Juliet Perrell : la greffière

### Épisode 13:In God We Trust
- États-Unis : 20 février 2025 sur NBC

- États-Unis : 4.09 millions de téléspectateurs[13]

- Selenis Leyva : Patricia Kaplan
- Ashlyn Maddox : Martha Fairchild
- Luke Slattery : Jacob Albrecht
- Laura Heisler : Amelia Penner
- Michael Devine : John Albrecht
- Tyrone Mitchell Henderson : Juge Arnold Pappas
- Elia Monte-Brown : Suzanne Forrester
- Peter Hans Benson : Horace Penner
- Jonathan Raviv : Thomas Parkwood
- Marc Basil : Marcus Wright
- Emma Jessop : Angie Marliss
- Morgan Bernhard : Eli Freeman
- Krishna Sistla Ward : Juge Romano
- Michael R. Cavinder : le superviseur
- Gabrielle Elisabeth : la policière
- Alexander Chung : l'enquêteur médico-légal
- Jaylene Clark Owens : la greffière
- Saadiqa Muhammad : l'huissière de justice

### Épisode 14:A Price to Pay
- États-Unis : 27 février 2025 sur NBC

- États-Unis : 4.03 millions de téléspectateurs[14]

- Demetrius Grosse : Darryl Moore
- Connie Shi : Détective Violet Yee
- Gabi Carrubba : Casey Booth
- Eileen Galindo : Juge Angela Dillow
- Amanda Jaros : Diane Oliver
- Laura Shoop : Linda Campisi
- Nat Cassidy : Noah Winters
- Colt Prattes : Johnny Colvin
- Bart Shatto : Dr. Simon Neagle
- Marissa Rosen : Brittany Weaver
- Reece Ennis : Adalina Grad
- Louis Anthoni Soriano : Stuey McIntyre
- Patricia R. Floyd : Tante Althea
- Rishi Arya : Avocat Bruce Sisitsky
- Marc De Stefano : le gangster
- Rebi Paganini : Policier #1
- Bart Peter Black : l'enquêteur médico-légal
- Tyler Belo : Larry the Grip
- Debbie Bernstein : la réceptionniste
- Lucy Grimm : l'assistant de Baxter

### Épisode 15:Crossing Lines
- États-Unis : 13 mars 2025 sur NBC

- États-Unis : 3.53 millions de téléspectateurs[15]

- Samantha Soule : Ashley Davenport
- Caroline Pluta : Julia Gallo
- Gary Perez : Judge Sydney Bolden
- Jackie McCarthy : Rose Gregory
- Richard Michael Hughes : George Powers
- Denise Cormier : Frances Powers
- Maggie Siff : Kate Norris
- Rotimi Paul : Doug Keller
- Benjamin Eakeley : James Powers
- Agustin Rodriguez : Alan Baker
- Eric Clinton : le portier
- Katja Sarkish Stewart : Officier Greta Lindstrom
- David Corlew : le journaliste #1
- Joseph DePietro : le journaliste #2
- Liz Days : la présidente du jury
- Anthony Mena Robles : le messager à vélo

### Épisode 16:Folk Hero
- États-Unis : 20 mars 2025 sur NBC

- États-Unis : 3.82 millions de téléspectateurs[16]

- Laila Robins : Megan Stratton
- Benito Martinez : Juge William Moscatello
- Ty Molbak : Ethan Weller
- Henry Stram : Jordan Weiss
- Laird Mackintosh : Logan Andrews
- Jesse Metcalfe : Sergent Danny DeLuca
- Franco Gonzalez : Détective Edgar Martinez
- Michael Stewart Allen : Jerry Waldman
- Audra Hans : Juge Heather Campbell
- Danielle Troiano : Molly Doyle
- Juliana Dever : Joy Andrews
- Michelle Sohn : Katherine Waldman
- Robin Hopkins : la touriste
- Staci Dickerson : la directrice
- Marlon Xavier : le greffier
- Michael Quinlan : le directeur de l'assurance #1
- James Michael Reilly : le directeur de l'assurance #2
- Peter O'Hara : le directeur de l'assurance #3
- Aquile Teague : le hipster
- Leslie Williams : la greffière du tribunal de mise en accusation
- Carmine Mastrokostas : le faux tireur #1
- Sean Church-Gonzalez : le faux tireur #2
- Enrique Miguel : le faux tireur #3
- Eileen Weisinger : la piétonne
- Keisha T. Fraser : la présidente du jury

### Épisode 17:A Perfect Family
- États-Unis : 3 avril 2025 sur NBC

- États-Unis : 3.66 millions de téléspectateurs[17]

- Allison Miller : Melinda Chapman
- Natalie Gold : Megan Wallace
- Brett Zimmerman : Derek Chapman
- Leon Addison Brown : Juge Kenneth Maldonado
- Nina Hellman : Catherine Burns
- Todd Gearhart : Walter Jeffries
- Anzu Lawson : Dr. Nancy Willis
- Delaney Quinn : Amanda Chapman
- Amy Parrish : Patricia Kern
- Riley Vinson : Emily Chapman
- Jordana Rose : Gabby Feliciano
- Amanda Barron : Jane Dyer
- Zack Ignoffo : Mark Redmond
- Travis Leland : Mohammed Abdi
- Kyle Bhiro : l'enquêteur médico-légal
- Marcha Kia : la policière
- Naeem Khan : le journaliste #1
- Kirsten Rossotti : la journaliste #2
- Kristy Breslin : la journaliste #3
- Alana Cauthen : la présidente du jury

### Épisode 18:Inherent Bias
- États-Unis : 10 avril 2025 sur NBC

- États-Unis : 3.66 millions de téléspectateurs[18]

- Michael Potts : Kenneth Lowell
- Charlie Semine : Bruce Theobald
- Isaiah Johnson : Darius Cain
- Christian Shupe : Greg Dawson
- Tim Martin Gleason : Jim Hennessy
- Anne Rutter : Amelia Mounier
- Antonio Edwards Suarez : Juge Carter Nevins
- Marianna Gailus : Cameron Adler
- Julia Bechler : Theresa Adler
- Chris Fischer : Michael Adler
- Candice Woods : Rachelle Jones
- Chine Ikoro : Nia Moore
- Monica Fleurette : Officier Lee
- Brooke Jacob : l'entraîneuse
- Kennedy C. Hall : l'équipier
- Rory Scholl : le journaliste #1
- Lauren Pisano : la journaliste #2
- Sidney Allen : la journaliste #3
- James Y Camacho : le jardinier #1
- Radford Baker : le président du jury
- Aria Arch : l'adolescente
- Dejay Roestenberg : la témoin #1
- Danny Schoch : le témoin #2

### Épisode 19:Play with Fire
- États-Unis : 17 avril 2025 sur NBC

- États-Unis : 3.97 millions de téléspectateurs[19]

- Reinaldo Faberlle : Lieutenant Paul Gomez
- J. Anthony Pena : Miguel Pinto
- Marisela Zumbado : Ana Machado
- Al Vicente : le père Alberto
- Dani Montalvo : Maria Recinos alias Sofia
- Edlyn González : Gloria Ortega
- Travis West : Travis Mitchell
- Richard Jessie Johnson : Carlos
- Devin Vega : Edgar
- Jean Tugangui : Christine Sung
- Sabastian Betts : Jose
- Manuel Santos : Eric Newman
- Mario Brassard : l'avocat Brett Cole
- Sofía Ko : la fille dans la chambre
- Larissa Gritti : l'enquêtrice médico-légale
- Galen Sho Sato : l'enquêteur médico-légal
- Robby Keown : le policier #1
- Jeff Clark Jr. : l'agent d'ICE #1
- Tara Macken : la femme retenue par Travis

### Épisode 20:Sins of the Father
- États-Unis : 1er mai 2025 sur NBC

- États-Unis : 3.55 millions de téléspectateurs[20]

- David Castro : Ernesto Ruiz
- Jaime Gomez : Antonio Ruiz
- Jessica Leccia : Odette Ruiz
- Wai Ching Ho : Li Tan
- Melanie Nicholls-King : la principale du collège Abernathy
- Marcus Ho : le professeur Tao Chen
- Argenis Hierro : Omar Nuñez
- Zachary Keller : Eli Randall
- Gary Littman : l'avocat Walter Singer
- Sal Rendino : le gardien
- David Littleton : Leo Brooks
- Eddy Lee : Sunny Zhen
- Aaron F. Murphy : M. Tatum
- Atika Greene : l'officier Garrett
- Hannah Adrian : Melanie South

### Épisode 21:Tough Love
- États-Unis : 8 mai 2025 sur NBC

- États-Unis : 3.45 millions de téléspectateurs[21]

- Ruben Santiago-Hudson : l'avocat de la défense Winters
- Stephen A. Smith : Ted Hunter
- Dasan Frazier : Eric Hunter
- Arthur McAlpine III : Josh Hunter
- Brenda Pressley : Juge Nancy Freeman
- Dushaun Thompson : Jackson Dean
- Zuleyma Guevara : Sonya Morley
- Chi Mancho : Tommy Caro
- Matthew William Ellis : Coach Brian Boggs
- Tom Frank : Ethan Matthews
- J. Zane Stephens : Manager du club
- Blanca Franck : Enquêtrice médico-légale Burns
- Omar Alvi : le président du jury

### Épisode 22:Look the Other Way
- États-Unis : 15 mai 2025 sur NBC

- États-Unis : 3.67 millions de téléspectateurs[22]

- Anna Wood : Nicole Potter
- Jordan Cox : Carter Mills
- Kyle S. More : Peter Dagnello
- Matthew Lawler : Randall Pike
- Joy Lynn Jacobs : Juge Erica Foster
- Hazel Graye : Georgia Kent
- Zach Sowers : Jaxon
- Anne Bowles : Vanessa Burke
- Skye Stracke : Perry
- Celia Schaefer : Mme Melissa Kent
- Richard Lear : M. Charles Kent
- Dianne Garriga : l'inspectrice médico-légale
- Sade Namei : la présidente du jury
- John Ford-Dunker : le jeune homme